# Monogram
För konstverket av Robert Rauschenberg, se Monogram (konstverk).

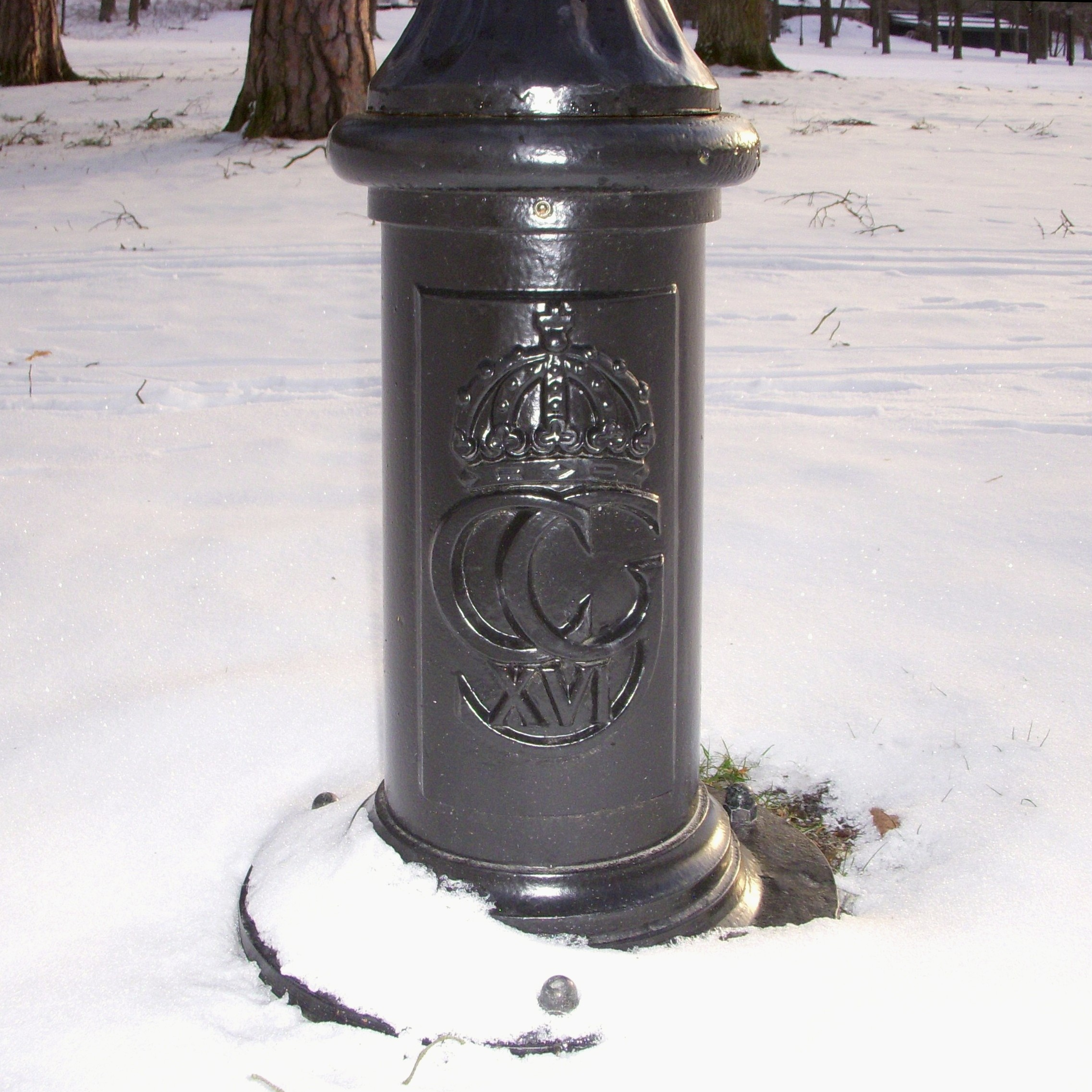
Carl XVI Gustafs monogram på en lyktstolpe i Drottningholms slottspark.

Monogram är en typ av namnchiffer som består av en eller flera personers initialer, förkortningen för ett företag, inrättning eller dylikt, ofta i konstnärligt stiliserad form.
Ordet monogram betyder att en bokstav symboliserar ett helt namn. Monogram kan vara uppbyggda av en till fyra bokstäver. 
Speglingar är ett vanligt grepp för att få symmetri i bilden och göra den lite snirkligare.

## Monogram på textilier

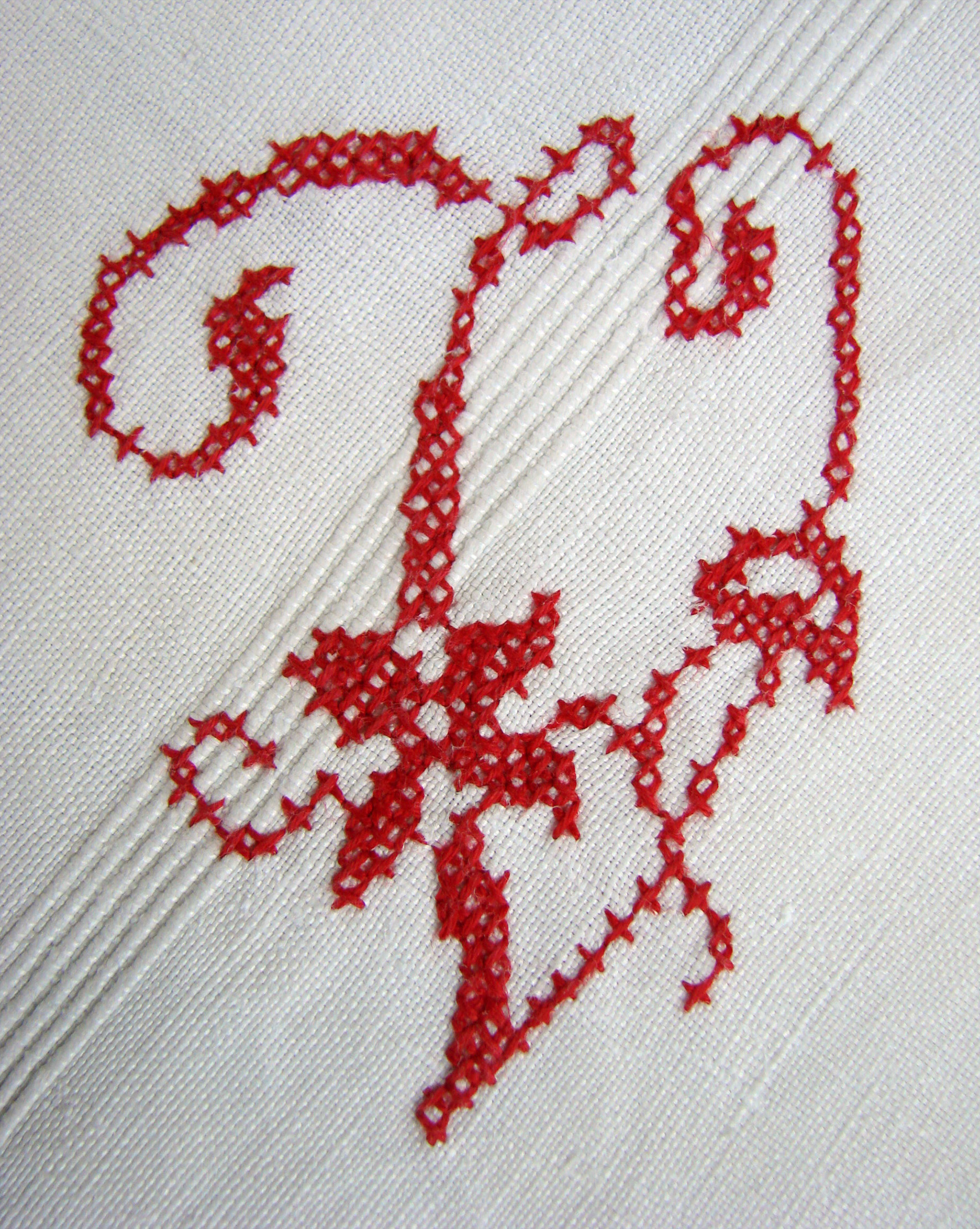
Monogram med korsstygn.

Förr var det vanligt att kvinnorna i Sverige märkte husets textilier genom att brodera ett monogram på dem. Dessa monogram skulle vara välgjorda och vara väl synliga. På ett överlakan skulle de sitta mitt på den del man vek ner över täcket, på ett örngott mitt på den övre halvan och på en handduk på den nedre tredjedelen. Servetter och näsdukar var också alltid märkta.
Innan kvinnan var gift broderade hon vanligtvis in sitt för- och efternamns initialer. Det hon broderade som ogift var till för hennes framtida hem och lades i brudkistan. Som gift broderade hon vanligtvis första bokstaven i sitt nya efternamn.
Ibland broderades särskilda sängkläder för bröllopsnatten. Monogrammet på dessa var vanligtvis en kombination av förstabokstaven i hennes och hans förnamn och deras gemensamma efternamn.

## Kungliga namnchiffer
De flesta kungligheter har ett monogram, då oftast kallat namnchiffer. Dessa visar i regel deras initial under kunglig eller hertiglig krona.

## Vems namn bör stå först i ett monogram för flera personer?

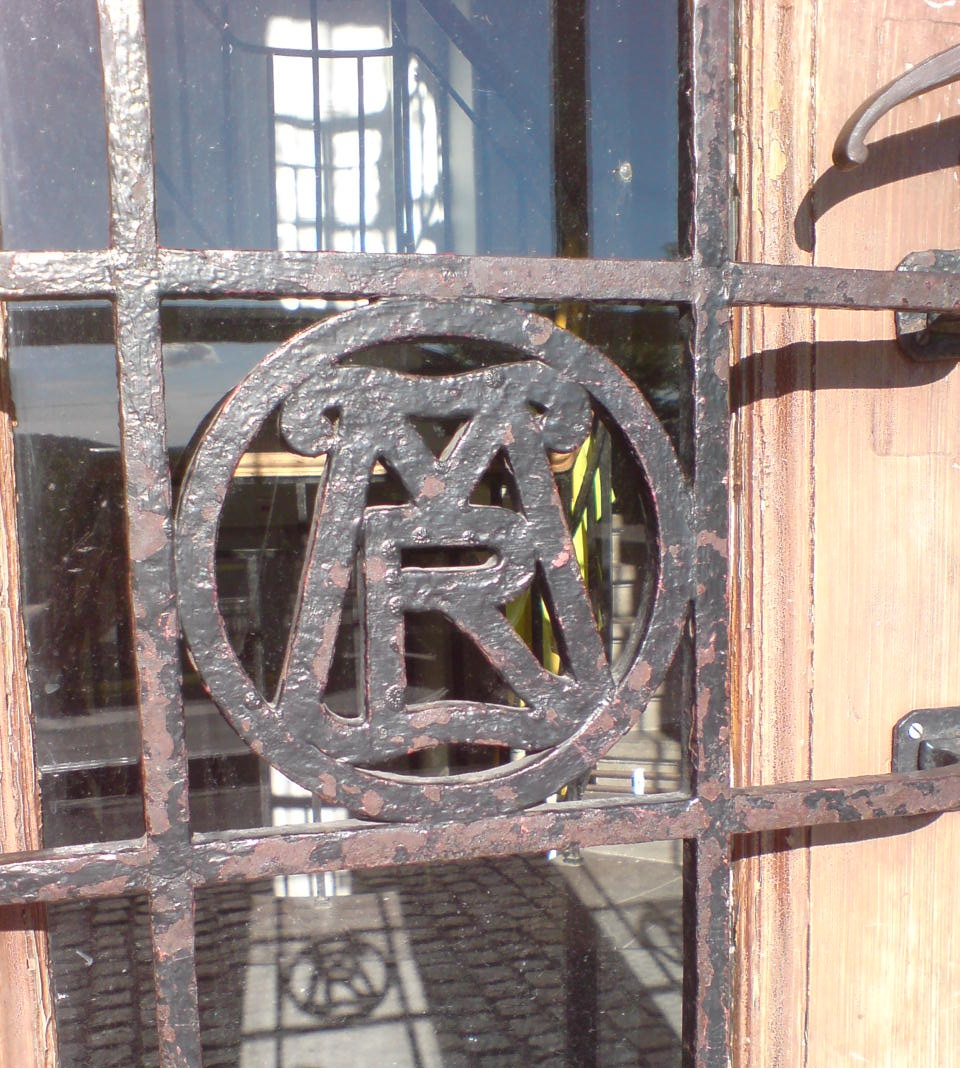
Monogram vid Naturhistoriska riksmuseet i Stockholm, "Riksmuseum"

När man kombinerar två personers initialer finns inga entydiga regler i Sverige om vems namn som ska stå först. Man kan utan problem välja det som ser snyggast ut i det typsnitt man valt eller det som känns bäst. 
Man kan också välja att ha både förnamn och efternamn med i monogrammet. Oftast placerar man den gemensamma initialen i mitten av bilden då. Enligt DN:s etikettskribent Magdalena Ribbing är det dock olämpligt att använda efternamnsinitialen i det kommande gemensamma efternamnet i bröllopsinbjudan eftersom det inte är bådas namn förrän efter vigseln. Att ha både för- och efternamnsinitial för båda går däremot bra. 
I USA och England sätter man i regel brudens namn till vänster, efternamnet i mitten och brudgummens namn till höger, men det förekommer även att brudgummens namn står till vänster. Ett monogram med en enda bokstav som symboliserar det gemensamma efternamnet är också populärt.

## Historik
Monogram (av grekiska monos, en, och gramma, bokstav) är ett namnchiffer, bestående vanligen av för- och tillnamnets begynnelsebokstäver, som är hopslingrade eller annars konstfärdigt sammanställda. Ibland bildas monogrammet av en enda bokstav. På forna tiders mynt var monogram vanliga och betecknade präglingsorten eller myntmästaren. Under medeltiden undertecknade flera länders världsliga och andliga furstar offentliga handlingar med sina godtyckligt valda monogram. Dessa är av vikt för historien, och deras tydning utgör en ingalunda lätt gren av diplomatiken. I synnerhet äldre tiders målare, kopparstickare och konsthantverkare signerade gärna sina arbeten med sina så kallade konstnärsmonogram. Monogrammister kallas sådana renässansmästare, vars namn är okända eller antydda endast genom deras monogram.

## Exempel
- Kristusmonogram